# 1856年11月23日行动
1856年11月23日行动是掠夺战争期间尼加拉瓜（掠夺政权）的双桅纵帆船“格拉纳达号”和哥斯达黎加的双桅横帆船“四月十一日号”在尼加拉瓜的南圣胡安附近发生的一次小规模海战。

## 背景
1856年11月21日，即交战前两天，沃克下令摧毁其首都格拉纳达，以防止该城市落入敌人之手，并撤退到里瓦斯巩固自己的防御。他的处境不断恶化，他计划在必要时逃跑，从里瓦斯一路杀出，到达南圣胡安港口，在那里他可以与他的海军——“格拉纳达号”纵帆船会合，然后返回加利福尼亚。
1856年夏天，掠夺者从哥斯达黎加人的手中夺取了位于南圣胡安的纵帆船“格拉纳达号”（原名“圣何塞号”），并将该船改装为战船。而哥斯达黎加的双桅横帆船“四月十一日号”的名字来源于七个月前他们在第二次里瓦斯战役中战胜掠夺者。

## 战斗
下午4点，卡伦德·费苏克斯中尉发现一艘船沿着海岸驶来，便立即扬帆起航。到下午6点，格拉纳达号已经靠近这艘船，可以看到它飘扬着哥斯达黎加国旗，这便是名为四月十一日号的双桅横帆船。不久之后，哥斯达黎加的维拉罗斯特拉上尉用实心弹、葡萄弹向掠夺者的纵帆船开火，格拉纳达号立即还击。交战持续了约两个小时，两艘船的距离缩小到100码以内，直到晚上8点左右，格拉纳达号的一颗炮弹击中了四月十一日号的弹药库，导致双桅横帆船部分爆炸并起火。到晚上9点，四月十一日号已经扑灭了火焰，但爆炸造成的损坏导致船只进水。费苏克斯中尉指挥格拉纳达号接近受损的横帆船，并派出一艘小船将哥斯达黎加伤员运上船。几分钟后，四月十一日号船头沉没，船帆向右舷倾斜，部分船员被困在水下。114名船员中只有40人幸存下来，其中许多人严重烧伤和战伤。格拉纳达号仅1人死亡，1人重伤，7人轻伤。

## 后续
这场战斗是沃克在尼加拉瓜取得的少数明显胜利之一，但战争到此时，对他严峻的战略形势依然没有起到任何改善作用。沃克于1857年5月1日向美国海军投降。
这场战斗后费苏克斯中尉晋升为上尉，并被授予里瓦斯的罗萨里奥庄园。